# Фермер из Техаса

Кадр из фильма «Фермер из Техаса»

Фермер из Техаса (нем. Der Farmer aus Texas) (другое название «Ковбой-Граф») — немецкий немой художественный фильм, снятый в 1925 году режиссёром Джоэ Майем по пьесе «Kolportage» Георга Кайзера.
Премьера фильма состоялась 22 октября 1925 года в Берлине.

## Сюжет
Сюжет фильма состоит из сложного калейдоскопа неожиданных событий и приключений, возникших между двумя семьями после «перепутанной колыбели», когда младенец бедной вдовы стал потомок графского рода. А наследник графа — простым ковбоем в Америке.
Фильм от начального фарса и сатиры превращается в серьезную драму, после того, как две семьи вступают в схватку друг с другом в запутанной сюжетной линии — кто же имеет право на родовое имение и состояние.

## В ролях
- Мади Кристианс — Мейбл, дочь богатого фермера
- Эдмунд Бёрнс — Эрик
- Вилли Фрич — Акке
- Лиллиан Холл-Дэвис — Алиса
- Кристиан Буммерштаед — Раф фон Штьернхо
- Клер Грит — фрау Аппельбум
- Ханс Юнкерман — барон Барренкрона
- Полин Гарон — мисс Эби Грант
- Фрида Рихард — Танте Ютта

Фильм стал самой дорогостоящей кассовой неудачей, которая повлияла на финансовый кризис крупнейшей студии в Германии Universum Film AG.